# ابزردو
ابزردو، روستایی از توابع بخش چترود شهرستان کرمان در استان کرمان ایران است.

## جمعیت
این روستا در دهستان کویرات قرار دارد و براساس سرشماری مرکز آمار ایران در سال ۱۳۸۵، جمعیت آن زیر سه خانوار بوده‌است.